# Schipkau
Schipkau (obersorbisch Šejkow) ist eine Gemeinde im Landkreis Oberspreewald-Lausitz in Brandenburg.

## Geografie

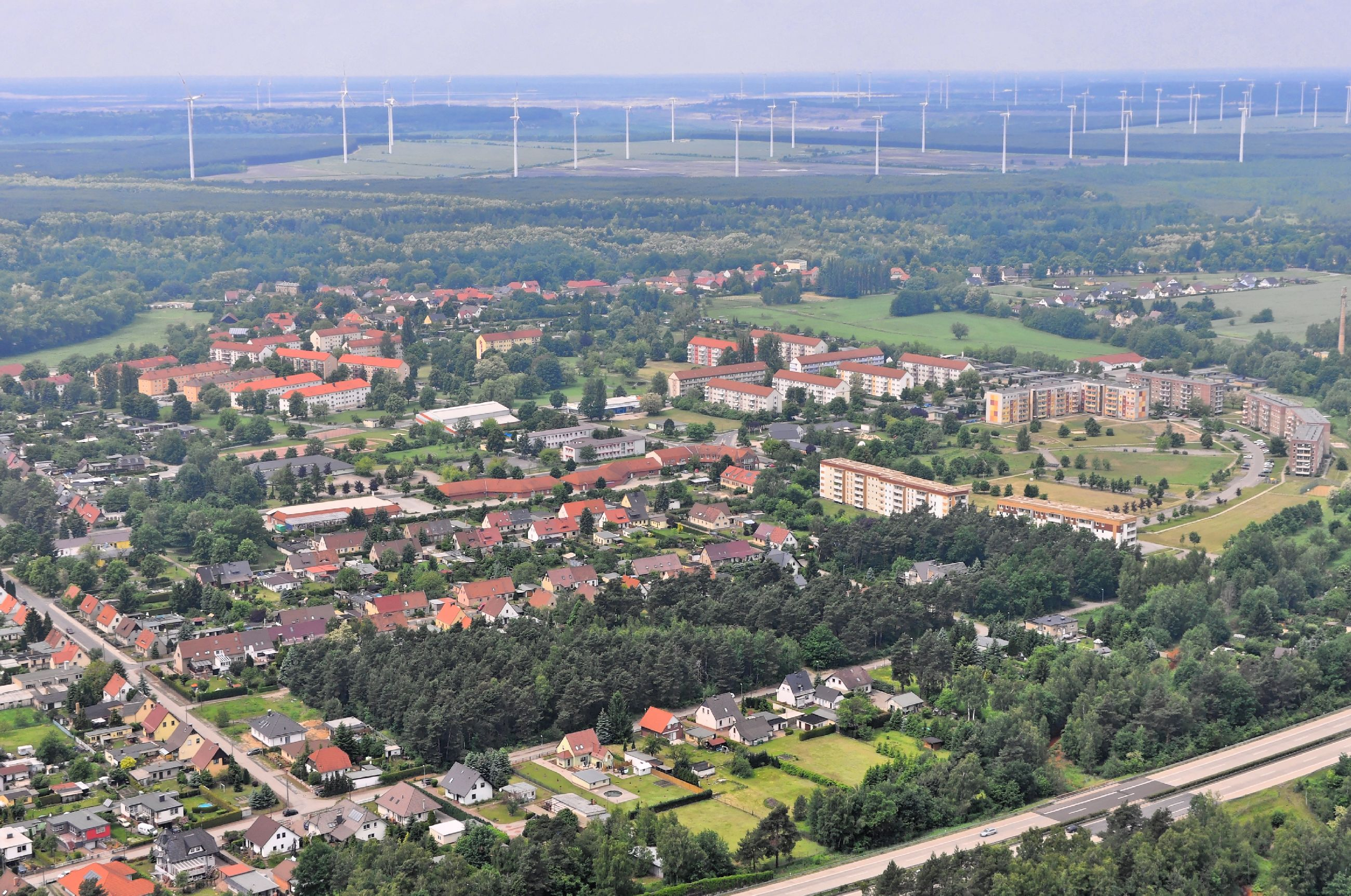
Luftaufnahme von Schipkau

Die Gemeinde Schipkau liegt im südlichen Teil des Bundeslandes Brandenburg. Die Stadtgrenze Dresdens ist etwa 50 Kilometer entfernt, bis zum Schönefelder Kreuz an der Südgrenze Berlins sind es etwa 100 Kilometer. Die Gemeinde liegt im Lausitzer Braunkohlerevier.

## Gemeindegliederung
Die Gemeinde Schipkau gliedert sich in folgende Ortsteile mit den zugehörigen Wohnplätzen:
- Annahütte (Ždźark) mit den Wohnplätzen Herrnmühle und Karl-Marx-Siedlung
- Drochow (Drochow)
- Hörlitz (Wórlica)
- Klettwitz (Klěśišća) mit den Wohnplätzen Barranmühle (teilw. zu Meuro), Staudemühle, Treuhandsiedlung und Wilhelminensglück/Am Krankenhaus
- Meuro (Murjow) mit dem Wohnplatz Barranmühle (teilw. zu Klettwitz)
- Schipkau (Šejkow) mit dem Wohnplatz Krügers Mühle

Zum Ortsteil Schipkau gehören zudem die ehemaligen Arbeitersiedlungen Galgenbergsiedlung und Rosa-Luxemburg-Siedlung, die ehemalige Kolonie Vogelberg und Reste des alten Dorfkerns aus der germanischen Neuzeit.

## Geschichte
Am 31. Dezember 2001 schlossen sich die sechs bis dahin selbstständige Gemeinden Annahütte, Drochow, Hörlitz, Klettwitz, Meuro und Schipkau zu der neuen Gemeinde Schipkau zusammen. Die Gemeinden hatten sich bereits 1992 im Amt Schipkau zu einem Verwaltungsverbund zusammengeschlossen.
Verwaltungszugehörigkeit
- 1815–1945 Landkreis Calau (Provinz Brandenburg, Preußen)
- 1945–1952 Landkreis Calau (Land Brandenburg)
- 1952–1990 Kreis Senftenberg (Bezirk Cottbus)
- 1990–1993 Landkreis Senftenberg (Brandenburg)
- seit 1993 Landkreis Oberspreewald-Lausitz (Brandenburg)

## Bevölkerungsentwicklung
| Jahr | Einwohner |
| ---- | --------- |
| 1875 | 0 527     |
| 1890 | 0 889     |
| 1910 | 1 752     |
| 1925 | 2 015     |
| 1933 | 2 129     |
| 1939 | 2 274     |

| Jahr | Einwohner |
| ---- | --------- |
| 1946 | 3 430     |
| 1950 | 3 326     |
| 1964 | 3 469     |
| 1971 | 4 598     |
| 1981 | 4 042     |
| 1985 | 3 857     |

| Jahr | Einwohner |
| ---- | --------- |
| 1990 | 5 330     |
| 1995 | 4 996     |
| 2000 | 3 907     |
| 2005 | 7 605     |
| 2010 | 7 357     |
| 2015 | 6 813     |

| Jahr | Einwohner |
| ---- | --------- |
| 2020 | 6 638     |
| 2021 | 6 576     |
| 2022 | 6 845     |
| 2023 | 6 775     |
| 2024 | 6 726     |

Gebietsstand des jeweiligen Jahres, Einwohnerzahl: Stand 31. Dezember (ab 1991), von 2011 bis 2021 auf Basis des Zensus 2011, ab 2022 auf Basis des Zensus 2022
Die Zunahme der Einwohnerzahl 2005 ist auf den Zusammenschluss von sechs Gemeinden zur neuen Gemeinde Schipkau im Jahr 2001 zurückzuführen.
Sprache
In den Ortslagen Schipkaus wird traditionell die niederlausitzische Mundart sowie der sorbische Koschener Dialekt (Košynska narěc) gesprochen, wobei auch der um 1885 in den Ortslagen Annahütte und Drochow nahezu verdrängte Schliebener Dialekt (Złowinska narěc) des Niedersorbischen auf Grund des Zuzugs aus den neuen Braunkohlerevieren um Cottbus, durch Jänschwalder-Lehder (Janšojce-Lědjanska narěc) und Schleifer Dialekt (Slěpjanska narěc) heute teilweise ersetzt wurde.

## Politik

### Gemeindevertretung
Die Gemeindevertretung von Schipkau besteht regulär aus 18 Gemeindevertretern und dem hauptamtlichen Bürgermeister. Die Kommunalwahl am 9. Juni 2024 führte zu folgendem Ergebnis:
| Partei / Wählergruppe               | Ergebnis 2024 | Sitze 2024 |        | Ergebnis 2019 | Sitze 2019 | Ergebnis 2014 | Sitze 2014 |
| ----------------------------------- | ------------- | ---------- | ------ | ------------- | ---------- | ------------- | ---------- |
| CDU                                 | 29,2 %        | 5          | 32,4 % | 6             | 38,1 %     | 7             |            |
| AfD                                 | 27,7 %        | 3          | 19,1 % | 3             | –          | –             |            |
| Gemeinsam für die Gemeinde Schipkau | 14,4 %        | 3          | –      | –             | –          | –             |            |
| Einzelbewerber Thomas Nützsche      | 10,4 %        | 1          | –      | –             | –          | –             |            |
| Meuroer Bürgerbündnis               | 07,0 %        | 1          | 09,1 % | 2             | 09,2 %     | 2             |            |
| Unabhängige Bürgervereinigung       | 04,3 %        | 1          | 05,8 % | 1             | 15,3 %     | 3             |            |
| Die Linke                           | 02,6 %        | 1          | 15,4 % | 3             | 18,9 %     | 3             |            |
| Bündnis 90/Die Grünen               | 02,6 %        | –          | –      | –             | –          | –             |            |
| FDP                                 | 01,0 %        | –          | –      | –             | –          | –             |            |
| Einzelbewerber Andreas Schürer      | 00,8 %        | –          | –      | –             | –          | –             |            |
| SPD                                 | –             | –          | 15,3 % | 3             | 18,5 %     | 3             |            |
| Wahlbeteiligung                     | 66,7 %        | 66,7 %     | 59,5 % | 59,5 %        | 49,6 %     | 49,6 %        |            |

Der Stimmenanteil des Einzelbewerbers Thomas Nützsche entspricht zwei Sitzen; der Stimmenanteil der AfD entspricht fünf Sitzen, die Partei war aber nur mit drei Kandidaten angetreten. Daher bleiben drei Sitze in der Gemeindevertretung unbesetzt.

### Bürgermeister
- 1998–2002: Jürgen Trabandt (SPD)[9]
- 2002–2010: Siegurd Heinze (parteilos)[10]
- seit 2010: Klaus Prietzel (CDU)

Prietzel wurde in der Bürgermeisterwahl am 30. Mai 2010 mit 61,7 % der gültigen Stimmen gewählt. In der Wahl am 22. April 2018 wurde er mit 58,5 % der gültigen Stimmen für weitere acht Jahre in seinem Amt bestätigt.

### Wappen
| Wappen von Schipkau | Blasonierung: „In Silber ein abgeschnittener, S-förmiger grüner Hagebuttenzweig mit sechs roten Früchten, beseitet unten rechts von einem schräggekreuzten schwarzen Schlägel und Eisen, oben links von einer nach rechts wehenden, schwarz-silbern geschachteten Fahne.“ |
| Wappen von Schipkau | Wappenbegründung: Das neue Wappen wird in der Mitte durch einen S-förmigen Zweig einer Hagebuttenpflanze geteilt. Das „S“ steht für den Anfangsbuchstaben des Gemeindenamens. Die Hagebuttenpflanze als regional beheimatete Pflanze, welche zunehmend sich in den rekultivierten Flächen wieder ausgebreitet hat, symbolisiert zugleich das Zusammenwachsen der sechs Ortsteile. Die Ortsteile sind als sechs Hagebuttenfrüchte dargestellt. In der linken unteren Hälfte des Wappens ist das Bergbausymbol in Form von Schlägel (Hammer) und Eisen (Meißel) angeordnet. Damit wird die Tradition des Bergbaus im Gemeindegebiet als Vergangenheit symbolhaft dargestellt. In der rechten oberen Hälfte ist in der Darstellung eine schwarzweiß geschachtete Start- und Zielflagge zu sehen. Diese steht für die Entwicklung der Gemeinde Schipkau mit dem Ziel der Entwicklung des Tourismus und der daraus resultierenden Stärkung der heimischen Wirtschaft und unter der Einbeziehung des Lausitzrings, welcher im Zentrum der Gemeinde Schipkau liegt. |

Das Wappen wurde vom Heraldiker Frank Diemar gestaltet.

### Flagge
Die Flagge der Gemeinde Schipkau ist zweistreifig Rot – Weiß mit dem Gemeindewappen in der Mitte.

## Sehenswürdigkeiten
- Lausitzring
- Henrietten-Kirche Annahütte
- Herz-Jesu-Kirche Klettwitz
- Evangelische Kirche Klettwitz
- Aussichtsturm Hörlitz
- Schachtanlage Klettwitz

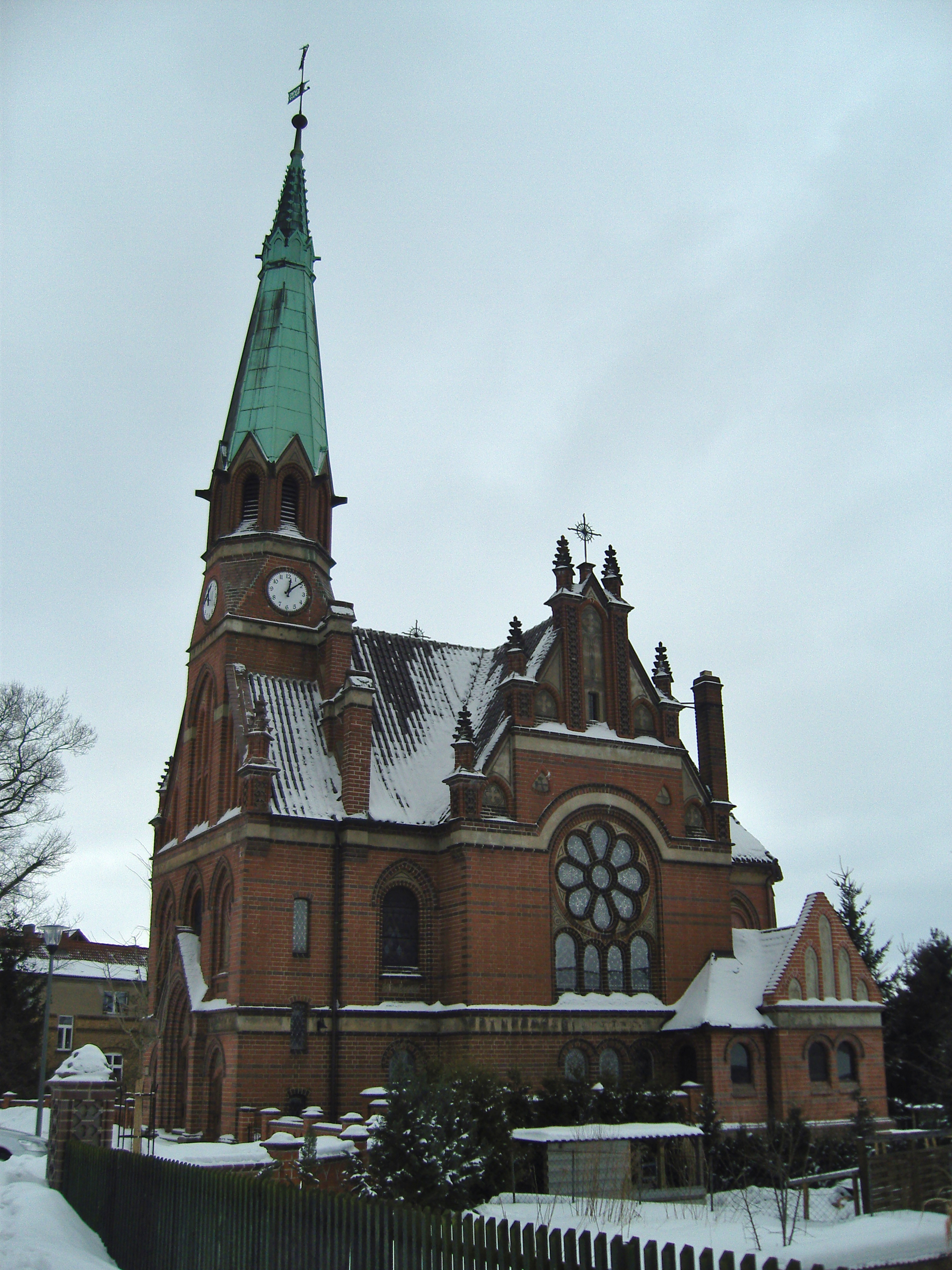
Henriettenkirche Annahütte

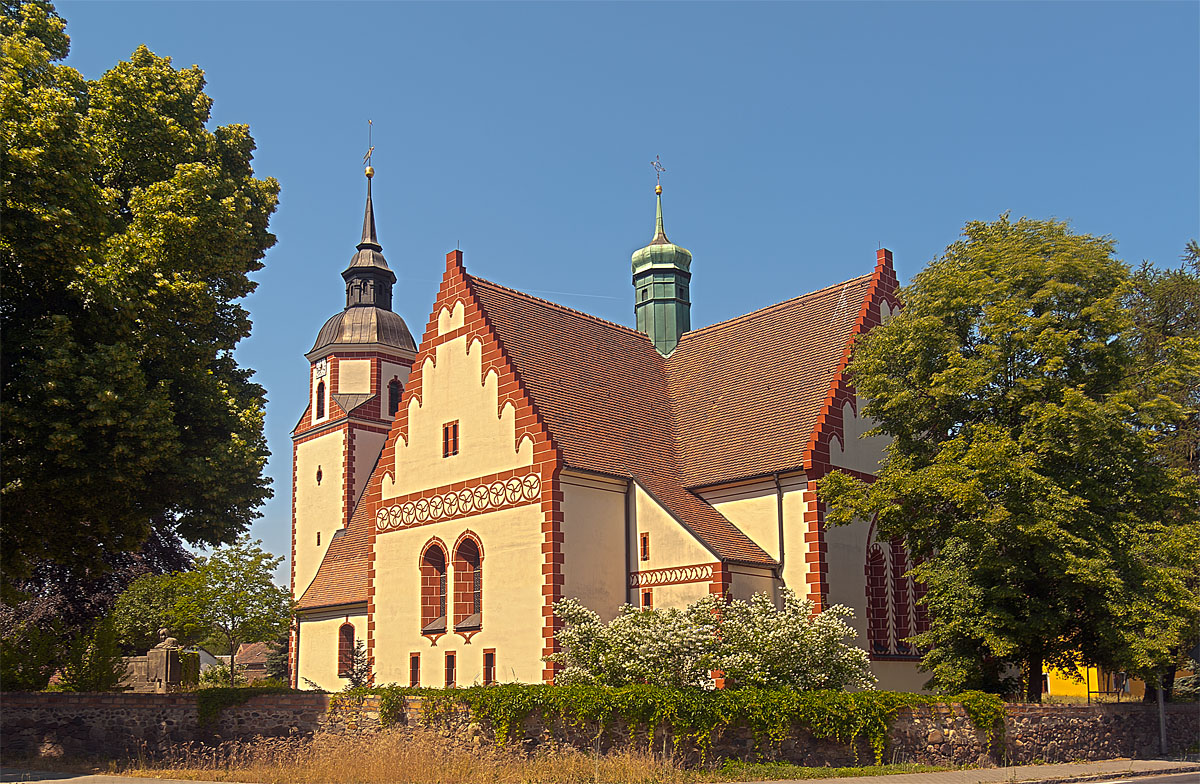
Evangelische Kirche in Klettwitz

In der Liste der Baudenkmale in Schipkau stehen die in der Denkmalliste des Landes Brandenburg eingetragenen Denkmale, in der Liste der Naturdenkmale in Schipkau sind die Naturdenkmale gelistet.

## Wirtschaft und Infrastruktur
Nach dem Auslaufen des Braunkohlenbergbaus (Tagebau Klettwitz, Tagebau Klettwitz-Nord, Tagebau Meuro) hat sich die Gemeinde Schipkau zu einer Motorsportgemeinde entwickelt. Der EuroSpeedway Lausitz und das DEKRA Technology Center tragen dabei zum technologischen Wandel und zur Modernisierung der Infrastruktur der Gemeinde bei.
Kennzeichnend für die Gemeinde sind außerdem die Energieparks in Schipkau. Seit mehreren Jahren sind über 50 Windkraftanlagen errichtet worden. Die Photovoltaik-Freiflächenanlage mit einer Leistung von 72 MWp ist Teil des 2011 eröffneten Solarkomplexes Senftenberg.

### Energiepark Lausitz
Auf der Klettwitzer Hochkippe wurde 2021 das Projekt Energiepark Lausitz der Gemeinde Schipkau von GP Joule mit den Partnern Terravent  und Steinbock EE realisiert. Dort werden die Freiflächen zwischen den bestehenden Windenergieanlagen für den Bau und den Betrieb von Photovoltaikanlagen genutzt.
Der gewonnene Strom wird ins Netz eingespeist; andererseits soll damit grüner Wasserstoff erzeugt werden. Die Hochkippe wurde im Zuge des Braunkohleabbaus mit teils wenig fruchtbaren Boden künstlich aufgeschüttet und kann daher nicht landwirtschaftlich genutzt werden. Der Solarpark mit zunächst 90 MW elektrischer Leistung wurde im Jahr 2022 auf 300 MW erweitert.
Am 19. September 2024 erfolgte die Grundsteinlegung für das GICON-Höhenwindrad Schipkau
als die höchste Windkraftanlage der Welt. Mit drei Turbinenflügeln sollen etwa 365 m Spitzenhöhe erreicht werden.

### Verkehr
Schipkau liegt an der Landesstraße L 60 zwischen Lauchhammer und Senftenberg. Durch die Ortsumfahrung Senftenberg erhielt der Ortsteil Hörlitz einen direkten Anschluss an die Bundesstraße 169. Die Autobahn A 13 Berlin–Dresden durchquert das Gemeindegebiet, die Anschlussstelle Klettwitz liegt auf dem Territorium der Gemeinde.
Auf den Bahnstrecken Finsterwalde–Schipkau und Schipkau–Senftenberg mit den Bahnhöfen Schipkau, Klettwitz, Klettwitz Krankenhaus und Annahütte wurde der Personenverkehr 1966 eingestellt.

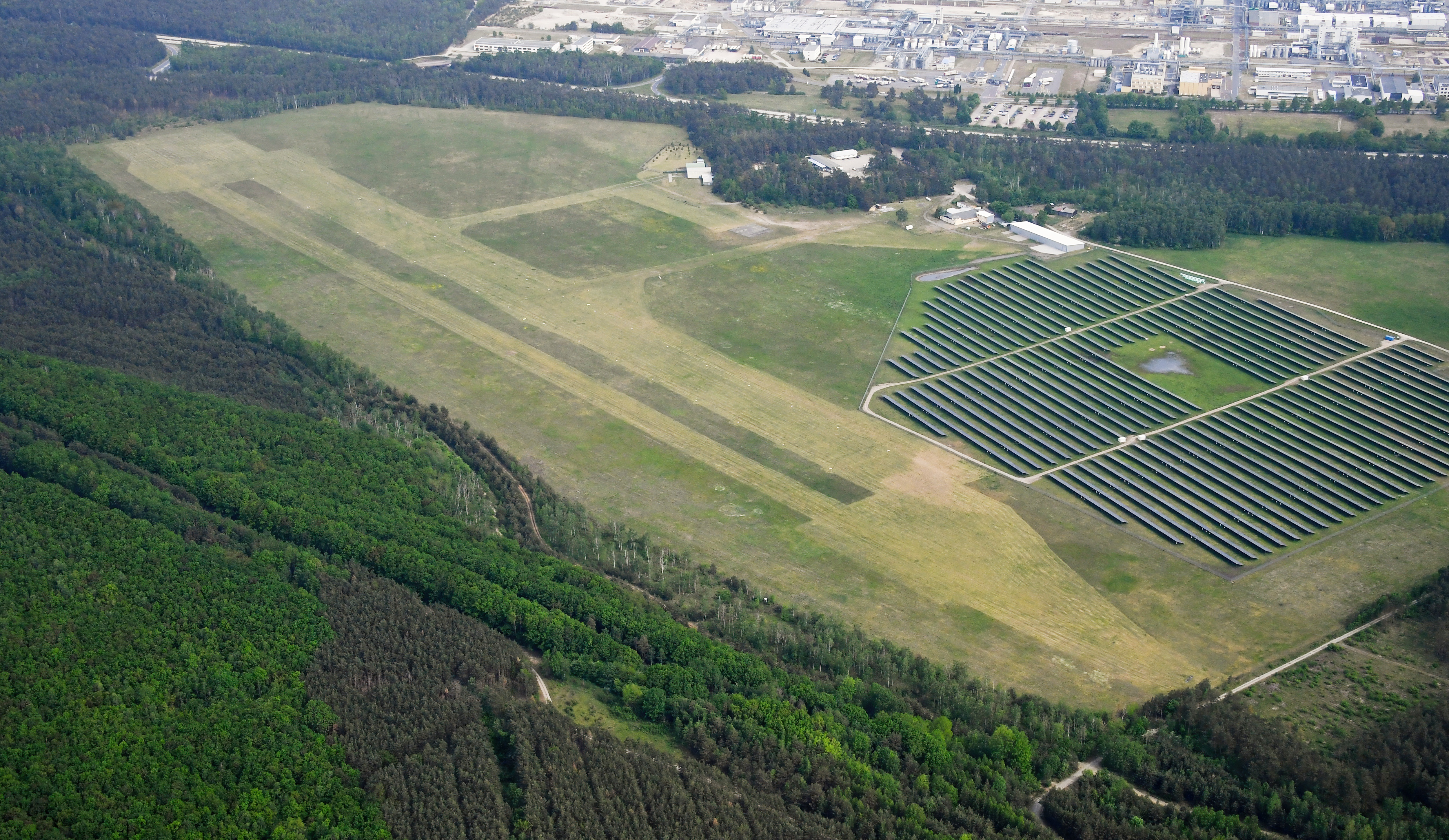
Flugplatz Schwarzheide-Schipkau

In der Gemarkung Schipkau liegt der Flugplatz Schwarzheide-Schipkau.

### Sport

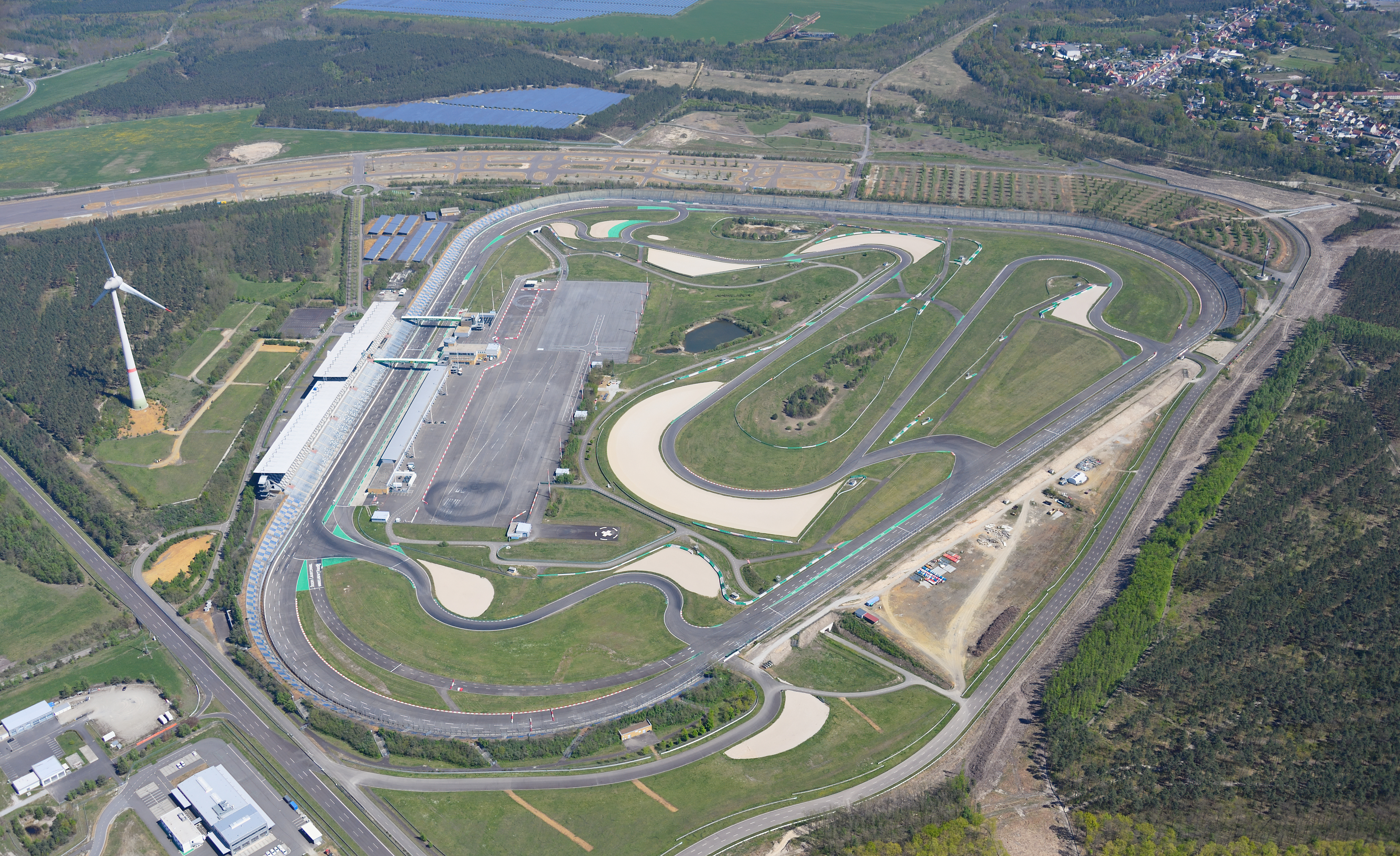
Lausitzring

Auf dem Lausitzring finden jährlich Rennen der Deutschen Tourenwagen-Masters (DTM) statt.
Fußballvereine der Gemeinde sind Askania Schipkau, Grün-Weiß Annahütte, VfB Klettwitz, FSV Empor Hörlitz und Meuroer Sportverein.

## Persönlichkeiten

### Söhne und Töchter der Gemeinde
Annahütte
- Walter Nowojski (1931–2012), Germanist
- Daniela Döring (* 1966), Professorin für System- und Regelungstechnik
- Gerd Audehm (* 1968), Radsportler
- Solveig August (* 1969), Schauspielerin

Klettwitz
- Gottlob Schumann (1860–1929), Bergbaudirektor
- Robert Harnau (1908–1977), Widerstandskämpfer gegen den Nationalsozialismus
- Gerd König (1930–2009), DDR-Diplomat
- Herbert Richter (1933–2018), Chemiker
- Fritz Stavenhagen (* 1945), Schauspieler

Meuro
- Rudolf Zernick (1929–1997), Chemieingenieur

### Mit der Gemeinde verbundene Persönlichkeiten
- Rudolf Heuson (1884–1955), Förster in Schipkau, Pionier der Bergbaurekultivierung im Lausitzer Braunkohlenrevier, verstarb in Hörlitz
- Golo Mann (1909–1994), Schriftsteller, arbeitete 1928 zeitweise im Braunkohlebergwerk Schipkau[20]
- Siegurd Heinze (* 1961), Landrat und Bürgermeister, in Meuro aufgewachsen